# Pseudoliparis swirei
Pseudoliparis swirei (лат.) — вид глубоководных лучепёрых рыб из семейства липаровых, или морских слизней. Обитает в Марианской впадине и, скорее всего, является её эндемиком. На момент публикации описания в 2017 году было поймано 37 экземпляров данного вида, на глубине от 6900 до почти 8000 м. Это один из самых глубоководных видов позвоночных (наравне с Abyssobrotula galatheae) обнаруженных на данный момент. Видеосъёмка зафиксировала представителей этого вида до глубины 8200 м, которая на данный момент постулируется как приближение к нижнему пределу обитания рыб.

## Этимология
Видовое название дано в честь Герберта Свайра (Herbert Swire), навигационного сублейтенанта судна «Челленджер», служившего на нём во время экспедиции, в ходе которой была открыта Марианская впадина.

## История открытия и изучения
Первые экземпляры этого вида были пойманы во время экспедиции исследовательского судна «Falkor». Для поимки рыб были использованы глубоководные ловушки, сконструированные для минимизации повреждений пойманной рыбы во время подъёма. В качестве приманки использовалась макрель. Первый представитель этого вида был пойман 15 ноября 2014 года. В последующие 10 дней были пойманы ещё 35 экземпляров. Ещё один представитель этого вида был пойман 29 января 2017 года во время экспедиции исследовательского судна «Shinyo-maru». Голотипом вида является неполовозрелая особь USNM 438975/HADES 200060, пойманная 21 ноября 2014 г. на глубине 7949 м.

## Ареал
Предположительно вид Pseudoliparis swirei является эндемиком Марианской впадины. Он обитает в ультраабиссальной пелагической зоне на глубине 6900—8200м.

## Размножение
Исследование половозрелых самок показало, что зрелые икринки этого вида рыб необычайно крупные, до 9,4 мм в диаметре, что всего на 0,4 мм меньше рекорда зафиксированного для костистых рыб. Всего на каждую самку приходилось до 23 зрелых икринок (каждая из которых была крупнее 5 мм в диаметре), которые перемежались незрелыми, мелкими икринками, число которых достигало 850. Икринки промежуточных размеров наблюдались редко. Даже в самых крупных икринках не были обнаружены какие-либо структуры, свидетельствующие о развитии зародыша внутри икринки.

## Питание
Предположительно, в своей экологической нише Pseudolipаris является сверххищником. В естественной среде Pseudoliparis swirei наблюдали поедающими креветок. Исследование содержимого желудков пойманных рыб указывает на то, что они питаются разнообразными членистоногими.